# Paul Harris

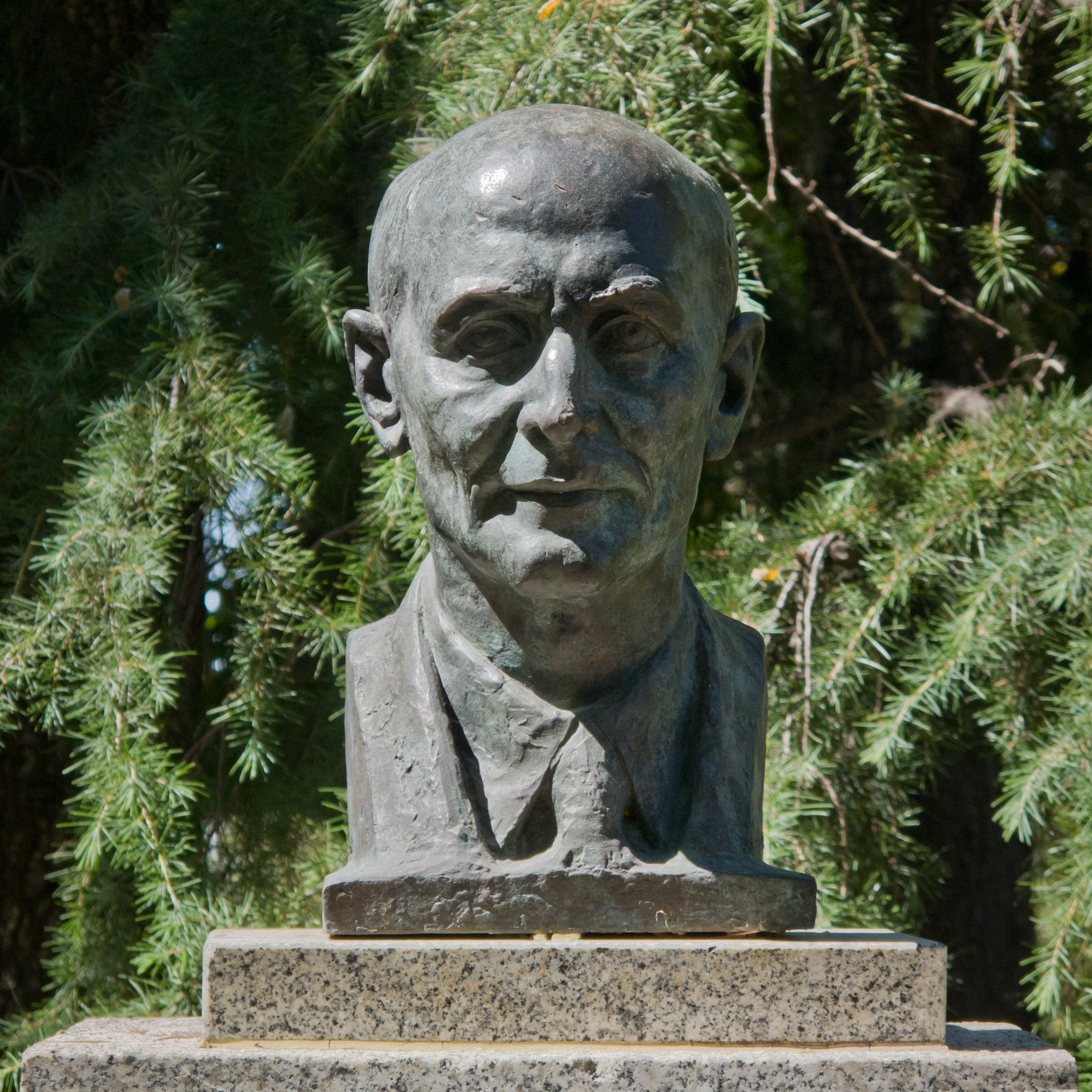
Busto de Paul Harris en Madrid (España)

Paul Percy Harris (Racine, Wisconsin; 19 de abril de 1868-Chicago, Illinois; 27 de enero de 1947) fue un abogado estadounidense, conocido por ser el fundador de Rotary International en 1905, organización de servicio en la cual actualmente participan más de un millón de personas a nivel mundial. Harris nació en Racine (Wisconsin), pero creció en el estado de Vermont. Se mudó a Chicago (Illinois) para comenzar su práctica como abogado.
Harris estudió en la Universidad de Princeton y en Universidad de Iowa.

## Rotary
En sus inicios, pensó que si se unía a los pocos amigos que tenía en la ciudad y si juntos "tiraban para adelante", podrían sacar algo bueno de la devastadora crisis que les había tocado pasar en Chicago por esos años.
El 23 de febrero de 1905, Harris formó el primer club con otros tres comerciantes: Silvester Schiele, un comerciante de carbón, Gustavus Loehr, un ingeniero de minas, e Hiram Shorey, un sastre comerciante. Paul Harris nombró el club "Rotary" porque los miembros se conocieron rotando entre sus establecimientos comerciales.
Rápidamente adquirieron muchos miembros. Pronto, Paul se fue convenciendo de que el Rotary Club podría ser transformado en un movimiento importante de servicio y trató de expandirlo a otras ciudades. Cuando Harris murió, su sueño había crecido de una reunión informal de cuatro señores a más de 6000 clubes.